# Elisabeth Badjo Djékouri
Jeanie Elisabeth Badjo Djékouri, verh. Dagbo (* 24. Dezember 1971 in Lakota), ist eine ivorische Politikerin.
Badjo Djékouri ist Juristin. 2003 wurde sie an der Universität Paris V im Fach Öffentliches Recht promoviert mit einer Schrift über die dezentrale Zusammenarbeit zwischen Frankreich und der Elfenbeinküste („Les collectivités territoriales à l'épreuve de la coopération décentralisée“). Sie lehrte an der Universität von Abidjan-Cocody.
Während der Regierungskrise 2010/2011 war sie vom 5. Dezember 2010 bis 11. April 2011 Ministerin für den öffentlichen Dienst in der Regierung Aké N’Gbo.
Elisabeth Badjo Djékouri war als Mitglied der Regierung Aké N'Gbo ab 11. Januar 2011 von Sanktionen der Europäischen Union betroffen. So durfte sie nicht in die EU einreisen und ihre Gelder wurden eingefroren. Wie viele andere Beteiligte ging sie nach der Krise ins Exil.